# Championnat d'Autriche de football 1990-1991
Navigation
Saison précédente Saison suivante
La saison 1990-1991 du Championnat d'Autriche de football était la 80e édition du championnat de première division en Autriche. La Bundesliga regroupe les 12 meilleurs clubs du pays au sein d'une poule unique où ils s'affrontent deux fois au cours de la saison, à domicile et à l'extérieur. À la fin de cette première phase, les 8 premiers jouent la poule pour le titre tandis que les 4 derniers rejoignent les 4 premiers de Nationalliga, la deuxième division autrichienne, pour attribuer les 4 dernières places pour la prochaine saison de Bundesliga.
C'est le club du FK Austria Vienne qui remporte le championnat en terminant en tête du classement final, avec un seul point d'avance sur le tenant du titre, le FC Swarovski Tirol et 4 sur le SK Sturm Graz. C'est le 18e titre de champion d'Autriche de l'histoire du club.

## Les 12 clubs participants
| - SK Rapid Vienne - Donawitzer SV Alpine - Promu de Nationalliga - SKNV St. Pölten - Wiener Sport-Club - FC Swarovski Tirol - Kremser SC | - Austria Salzbourg - SK Vorwärts Steyr - FC Admira Wacker - FK Austria Vienne - SK Sturm Graz - First Vienna FC |

## Compétition

### Première phase
Le barème utilisé pour établir le classement est le suivant :
- Victoire : 2 points
- Match nul : 1 point
- Défaite : 0 point

| Rang | Équipe                 | Pts | J  | G  | N | P  | Bp | Bc | Diff |
| ---- | ---------------------- | --- | -- | -- | - | -- | -- | -- | ---- |
| 1    | FC Swarovski Tirol T   | 32  | 22 | 13 | 6 | 3  | 49 | 18 | +31  |
| 2    | FK Austria Vienne      | 30  | 22 | 12 | 6 | 4  | 48 | 21 | +27  |
| 3    | SK Rapid Vienne        | 29  | 22 | 13 | 3 | 6  | 47 | 21 | +26  |
| 4    | SK Sturm Graz          | 27  | 22 | 11 | 5 | 6  | 42 | 25 | +17  |
| 5    | SV Austria Salzbourg   | 26  | 22 | 12 | 2 | 8  | 38 | 28 | +10  |
| 6    | SK Vorwärts Steyr      | 22  | 22 | 8  | 6 | 8  | 32 | 33 | -1   |
| 7    | Donawitzer SV Alpine P | 21  | 22 | 6  | 9 | 7  | 25 | 33 | -8   |
| 8    | FC Admira Wacker       | 19  | 22 | 6  | 7 | 9  | 17 | 29 | -12  |
| 9    | Wiener Sport-Club      | 17  | 22 | 7  | 3 | 12 | 25 | 42 | -17  |
| 10   | First Vienna FC        | 17  | 22 | 6  | 5 | 11 | 29 | 48 | -19  |
| 11   | Kremser SC             | 13  | 22 | 3  | 7 | 12 | 18 | 40 | -22  |
| 12   | SKNV St. Pölten        | 11  | 22 | 3  | 5 | 14 | 18 | 50 | -32  |

|  | Participation à la poule pour le titre           |
|  | Participation à la poule de promotion-relégation |
|  | T Tenant du titre P Promu de Nationalliga        |

### Seconde phase

#### Poule pour le titre
Les 8 premiers démarrent la seconde phase avec la moitié des points acquis lors de la première phase.
| Rang | Équipe                 | Pts | J  | G  | N  | P  | Bp | Bc | Diff |
| ---- | ---------------------- | --- | -- | -- | -- | -- | -- | -- | ---- |
| 1    | FK Austria Vienne      | 36  | 36 | 22 | 7  | 7  | 72 | 33 | +39  |
| 2    | FC Swarovski Tirol T   | 35  | 36 | 21 | 9  | 6  | 78 | 35 | +43  |
| 3    | SK Sturm Graz          | 32  | 36 | 18 | 9  | 9  | 60 | 37 | +23  |
| 4    | SK Rapid Vienne        | 27  | 36 | 18 | 5  | 13 | 67 | 41 | +26  |
| 5    | SV Austria Salzbourg   | 24  | 36 | 15 | 7  | 14 | 58 | 48 | +10  |
| 6    | FC Admira Wacker       | 23  | 36 | 9  | 14 | 13 | 31 | 48 | -17  |
| 7    | SK Vorwärts Steyr      | 21  | 36 | 10 | 12 | 14 | 46 | 57 | -11  |
| 8    | Donawitzer SV Alpine P | 19  | 36 | 9  | 11 | 16 | 38 | 61 | -23  |

|  | Qualification pour la Coupe des clubs champions 1991-1992 |
|  | Qualification pour la Coupe UEFA 1991-1992                |
|  | T Tenant du titre P Promu de Nationalliga                 |

#### Poule de promotion-relégation
Les 4 derniers de la première phase rejoignent les 4 premiers de saison régulière de Nationalliga. Les 4 premiers de cette poule se maintiennent ou accèdent à la Bundesliga.
| Rang | Équipe              | Pts | J  | G | N | P  | Bp | Bc | Diff |
| ---- | ------------------- | --- | -- | - | - | -- | -- | -- | ---- |
| 1    | SK VOEST Linz (D2)  | 20  | 14 | 7 | 6 | 1  | 24 | 12 | +12  |
| 2    | Kremser SC          | 19  | 14 | 7 | 5 | 2  | 23 | 12 | +11  |
| 3    | SKNV St. Pölten     | 19  | 14 | 7 | 5 | 2  | 19 | 9  | +10  |
| 4    | First Vienna FC     | 16  | 14 | 6 | 4 | 4  | 22 | 18 | +4   |
| 5    | VfB Mödling (D2)    | 12  | 14 | 4 | 4 | 6  | 16 | 14 | +2   |
| 6    | Linzer ASK (D2)     | 11  | 14 | 4 | 3 | 7  | 18 | 32 | -14  |
| 7    | SV Stockerau C (D2) | 8   | 14 | 2 | 4 | 8  | 16 | 28 | -12  |
| 8    | Wiener Sport-Club   | 7   | 14 | 3 | 1 | 10 | 14 | 27 | -13  |

|  | Promotion en Bundesliga                          |
|  | Qualification pour la Coupe des Coupes 1991-1992 |
|  | Relégation directe en Nationalliga               |
|  | C Vainqueur de la Coupe d'Autriche               |

## Bilan de la saison
| Championnat d'Autriche de football 1990-1991 |                               |
| Champion                                     | FK Austria Vienne (19e titre) |
| Coupes et trophées                           |                               |
| Vainqueur de la Coupe d'Autriche 1990-1991   | SV Stockerau                  |
| Qualifications continentales                 |                               |
| Coupe d'Europe des clubs champions 1991-1992 | FK Austria Vienne             |
| Coupe des Coupes 1991-1992                   | SV Stockerau                  |
| Coupe UEFA 1991-1992                         | FC Swarovski Tirol            |
| Coupe UEFA 1991-1992                         | SK Sturm Graz                 |
| Promotions et relégations                    |                               |
| Promus en Bundesliga                         | SK VOEST Linz                 |
| Relégués en Nationalliga                     | Wiener Sport-Club             |